# Barry Graves
Barry Graves (* 26. Juli 1942 als Hans Jürgen Deutschmann; † 8. September 1994 in Berlin) war ein deutscher Journalist, Autor und Hörfunkmoderator.

## Leben
Mit 22 Jahren kam Jürgen Deutschmann nach West-Berlin, um an der Freien Universität Berlin zu studieren. Ab Ende der 1960er Jahre arbeitete er unter dem Namen Barry Graves – und der Geburtsortangabe White Plains (New York) – als freier Autor und Produzent für den Berliner Radiosender RIAS Berlin. Er betreute das Programm-Angebot „Progressive Rock-Musik“ und gestaltete von 1969 bis 1971 die Sendereihe Zero Cool, in der Avantgarde-Literatur, Rock, Soundeffekte und elektronische Manipulationen kombiniert wurden.
Von Juni 1968 bis Januar 1981 verfasste er bei der Berliner Mittagszeitung Der Abend auf der wöchentlichen Pop-Seite Kritiken zu neuen Platten sowie Musikerporträts und Kolumnen. 1973 erschien im Rowohlt-Verlag erstmals das Rock-Lexikon, das Barry Graves zusammen mit Siegfried Schmidt-Joos konzipiert und geschrieben hatte. Bis 2008 folgen vier Neuauflagen des als Standardwerk geltenden Nachschlagewerkes (nach Graves’ Tod arbeiten Bernward Halbscheffel und Wolf Kampmann am Lexikon mit). Graves verfasste im Laufe seiner Musikjournalisten-Karriere hunderte Beiträge und Kritiken für Zeitschriften (darunter Der Spiegel, Stern, Tip) sowie in den Zeitungen Die Welt, Der Tagesspiegel und Die Zeit.
In den Jahren 1974 bis 1977 war er über zwanzig mal Gastgeber der Fernsehsendung Musik Extra 3, die im 3. Programm des WDR ausgestrahlt wurde.
Für den RIAS produzierte und moderierte er bis 1985 eine Vielzahl an Sendungen und Features. Darunter die Themennächte Die Barry Graves Show, Graves bei Nacht (später Graves Space) sowie RIAS Country, See you later, Alligator, Goodbye, Ruby Tuesday, California, Manhattan, Kudamm – Das City-Magazin im RIAS, Rock over RIAS, RIAS Treffpunkt und das beliebte Studio 89, das samstags ab 23.35 Uhr im RIAS-Sendegebiet zu empfangen war.
Danach war Graves beim kurzlebigen Berliner Radio-Kabelsender Radio B-1, ab Januar 1987 bei SFB 2. Im Abendprogramm moderierte er dort wöchentlich die Radiosendungen Downtown U.S.A. und Studio 92,4. In New York besaß er eine Wohnung und reiste regelmäßig in die Metropole, um sich über die Entwicklungen in Musik, Medien und Showbusiness auf dem Laufenden zu halten.
Bei der Gründung des vom SFB für eine jugendliche Zielgruppe konzipierten Radiosenders Radio 4U gehörte Graves vom Start am 30. April 1990 bis zur Einstellung Ende 1992 zu den prägenden Stamm-Mitarbeitern. Er moderierte die Freitagsausgabe der dreistündigen Abendsendung The Big Beat, wobei er das Dancemusic-orientierte Konzept von Studio 89 aufgriff. Auch im Radio 4U-Tagesprogramm war er in Sendungen wie Vier nach elf und später Vier vor zwölf regelmäßig zu hören.
Graves präsentierte ab Anfang der 1990er Jahre in seinen Radiosendungen „Tekkno“ und bot dieser Musikrichtung damit als einer der ersten eine prominente Plattform im Berliner Hörfunk. Vertreter der Technokultur wie Wolfram Neugebauer werden später darauf hinweisen, dass diese Vorreiterrolle dazu beigetragen hat, dass sich die von Berlin ausgehende „Technobewegung“ zu einer Massenbewegung entwickelte. Die anfängliche Begeisterung von Graves schlug aufgrund der zunehmenden Kommerzialisierung der Szene jedoch in Empörung und Ablehnung um.
Bis Mai 1994 moderierte Graves weiterhin Radiosendungen im Tages- und Abendprogramm von SFB 2 bzw. beim umbenannten Radio B2, darunter die dreistündige Samstagabendshow Downtown und Radio Rock ’n’ Roll. Ab März 1993 war er auch beim neu gestarteten Radio Fritz dabei und moderierte wöchentlich auf dem Sendeplatz Soundgarden und der nächtlichen Radiotalksendung Blue Moon.
Am 8. Juni 1994 musste er die Moderation einer Blue Moon-Sendung vorzeitig abbrechen und kehrte aus gesundheitlichen Gründen nicht mehr live ins Radio zurück. Am 8. September 1994 verstarb Barry Graves in Berlin an den Folgen von AIDS.
Seit 2009 wiederholt Deutschlandfunk Kultur in der Sendereihe Aus den Archiven RIAS-Sendungen von Barry Graves.

## Veröffentlichung
- mit Siegfried Schmidt-Joos: Rock-Lexikon. Rowohlt, Reinbek bei Hamburg 1973; Neudrucke und weitere Auflagen bis 2008, ISBN 978-3-499-16177-3.